# René Sarger
René Sarger, né à Paris le 22 février 1917 et mort à Villejuif le 6 octobre 1988, est un architecte et ingénieur concepteur de structures en béton.

## Biographie
Il est élève d'Auguste Perret à l'école spéciale d'architecture de Paris. Il est diplômé en 1938.
Participant à la construction du Mur de l'Atlantique, pendant la Seconde Guerre mondiale, sur réquisition des Allemands, il est déporté pour avoir fait passer des plans et des informations aux Alliés. Libéré par l'Armée rouge, il s'y engage avant de revenir en France à la fin du conflit.
De 1946 à 1954, il travaille comme assistant dans l'agence de l'ingénieur Bernard Laffaille. Il acquiert dans cet emploi une grande expertise sur la construction de voiles en béton armé. Il commence à collaborer avec l'architecte Guillaume Gillet pour la construction de l'Église Notre-Dame de Royan, inspirée de l'esthétique des cathédrales gothiques.
René Sarger fonde son propre bureau d'études, le cabinet d'études techniques d'architecture et de construction (CETAC) en 1954. Jusqu'en 1970, il collabore avec de nombreux architectes sur des projets prestigieux. Il est considéré comme le spécialiste des structures en coques minces de béton armé et des résilles de câbles prétendues. Ces résilles permettent de réaliser en béton des surfaces coniques.
À partir de 1971, Sarger engage la deuxième partie de sa carrière, en tant qu'architecte avec la création du cabinet d'architecture René Sarger-André Frischlander (CARSAF).
Vers le milieu des années 1960, il rédige des publications et donne des conférences sur ses réalisations mais aussi sur les relations architectes/ingénieurs et d'autres sujets. Il enseigne également l'architecture de 1966 à 1985.

## Principales réalisations
- 1945-1954 : marché central de Royan, avec Bernard Lafaille et les architectes Louis Simon et André Morisseau
- 1952-1961 : musée d'art moderne André-Malraux, avec Bernard Lafaille, Jean Prouvé et les architectes Guy Lagneau, Michel Weill, Jean Dimitrijevic et Raymond Audigier
- 1954-1963 : cathédrale du Sacré-Cœur d'Alger avec les architectes Paul Herbé et Jean Le Couteur
- 1955-1958 : église Notre-Dame de Royan, avec Bernard Lafaille et les architectes Guillaume Gillet et Marc Hébrard[5],[6]
- 1955-1958 : château d'eau de la Guérinière à Caen, avec l’architecte Guillaume Gillet[7]
- 1956-1958 : pavillon de France à l'Exposition Universelle de 1958, Bruxelles avec Guillaume Gillet et Jean Prouvé
- 1958 : centre commercial Henri-Barbusse, Malakoff, avec Jean-Pierre Batellier et l'architecte Charles Sébillotte[8]
- 1958-1961 : station-service Caltex à Boulogne-sur-Mer avec l'architecte Pierre-André Dufétel et l'entrepreneur Georges Tonetti[9],[10]
- 1959-1962 : villa André-Bloc Cap d'Antibes avec Claude Parent[11]
- 1962 : palais des sports de Gênes )Palasport di Genova)
- 1962 : couvent de franciscains devenu le Greta et Chapelle Saint-Jean-Baptiste à Boulogne-sur-Mer avec l'architecte Pierre-André Dufétel[12],[13]
- 1962 : synagogue Don Isaac Abravanel, 84-86 rue de la Roquette Paris avec les architectes Alexandre Persitz et Arthur-Georges Héaume[14]
- 1963 : Piscine solaire, Milan Parco Don Giussani, avec Arrigo Arrighetti
- 1963-1965 : église Saint-Jean de Grenoble avec l'architecte Maurice Blanc[15]
- 1964 : chapelle Saint-Joseph des Épinettes, 38 rue des Épinettes à Paris avec les architectes Alexandre Persitz et Georges-Arthur Héaume[16]
- 1963-1970 : palais des sports de Saint-Nazaire avec les architectes Louis Longuet, René Rivière, Roger Vissuzaine et Gustave Joly[17]
- 1968-1971 : grande Nef de l'Île-des-Vannes avec les architectes Pierre Chazanoff et Anatole Kopp[18]
- 1969 : fondation Avicenne, ex Maison d'Iran dans la Cité internationale universitaire de Paris avec Claude Parent, Claude Colle, et André Bloc
- vers 1973 : immeuble Les-Vignes-de-Montmartre, 161-163 rue Marcadet Paris[19]